# Grigorovich I-Z
Grigorovich I-Z là một loại máy bay tiêm kích được phát triển tại Liên Xô trong thập niên 1930.

## Quốc gia sử dụng
Liên Xô
- Không quân Liên Xô

## Tính năng kỹ chiến thuật (I-Z)
Dữ liệu lấy từ Shavrov 1985
Đặc điểm tổng quát
- Kíp lái: 1
- Chiều dài: 7,65 m (25 ft 1 in)
- Sải cánh: 11,5 m (37 ft 9 in)
- Chiều cao:  ()
- Diện tích cánh: 19,5 m² (209,9 ft²)
- Trọng lượng rỗng: 1.180 kg (2.601 lb)
- Trọng lượng có tải: 1.648 kg (3.633 lb)
- Động cơ: 1 × M-22, 358 kW (480 hp)

 Hiệu suất bay 
- Vận tốc cực đại: 259 km/h (140 knot, 161 mph)
- Tầm bay: 600 km (324 nm, 373 mi)
- Trần bay: 7.000 m (23.000 ft)
- Tải trên cánh: 85 kg/m² (17 lb/ft²)
- Công suất/trọng lượng: 217 W/kg (0,13 hp/lb)

Trang bị vũ khí

- 1× Súng máy PV-1 7,62 mm (0.3 in)
- 2× pháo Kurchevski DRP (APK) 76.2 mm (3 in)